# Olimpíada d'escacs de 1994
L'Olimpíada d'escacs de 1994 fou un torneig d'escacs per equips nacionals que se celebrà entre el 30 de novembre i el 17 de desembre de 1994 a Moscou, Rússia. Va ser la trenta-unena edició oficial de les Olimpíades d'escacs, i va incloure tant una competició absoluta com una de femenina.
Inicialment l'olimpíada s'havia de celebrar a Tessalònica, però per problemes organitzatius, es va decidir de traslladar-la a Moscou.

## Torneig obert
Al torneig open hi participaren 124 equips, dels quals dos eren de Rússia, i un de l'International Braille Chess Association, formats per un màxim de sis jugadors (quatre de titulars i dos de suplents), per un total de 716 participants. El format de joc fou el sistema suís, a 14 rondes. Fou el primer cop que una dona ocupava el primer tauler d'un equip absolut: Judit Polgár era el jugador número u d'Hongria.
A les primeres rondes van situar-se al capdavant de la classificació diversos equips, entre els quals hi havia els Països Baixos, Sèrbia, i Rússia B. Anglaterra, després d'haver-los superat a la dotzena ronda, va perdre per 3-1 contra Rússia, cosa que la va fer caure del cap de la classificació a favor de Bòsnia i Hercegovina (que havia fet un salt mercès a una sèrie de victòries contra seleccions potents com Hongria, Anglaterra i Ucraïna) i del segon equip rus: aquests tres equips varen mantenir les tres primeres posicions fins a la darrera ronda, i així per primer cop passà que un país conquerí dues de les tres medalles per equips en joc a l'olimpíada.

### Resultats per equips
| Pos.              | Equip                | Jugadors | Elo  | Punts |
| ----------------- | -------------------- | --- | ---- | ----- |
| Medalla d'or      | Rússia A             | GM Garri Kaspàrov, GM Vladímir Kràmnik, GM Ievgueni Baréiev, GM Aleksei Dréiev, GM Serguei Tiviàkov, MI Piotr Svídler             | 2714 | 37,5  |
| Medalla de plata  | Bòsnia i Hercegovina | GM Predrag Nikolić, GM Ivan Sokolov, GM Bojan Kurajica, GM Emir Dizdarević, MI Nebojša Nikolić, Rade Milovanović                  | 2585 | 35    |
| Medalla de bronze | Rússia B             | MI Aleksandr Morozévitx, MI Vadim Zviàguintsev, GM Mikhail Ulibin, GM Serguei Rublevski, GM Kostantin Sakaev, Vassili Iemelin     | 2570 | 34,5  |
| 4                 | Anglaterra           | GM Nigel Short, GM Michael Adams, GM Jonathan Speelman, GM John Nunn, GM Julian Hodgson, GM Anthony Miles                         | 2630 | 34,5  |
| 5                 | Bulgària             | GM Vesselín Topàlov, GM Kiril Gueorguiev, GM Vassil Spàssov, GM Atanas Kolev, GM Vladimir Dimitrov, MI Aleksandr Dèltxev          | 2570 | 34    |
| 6                 | Països Baixos        | GM Jan Timman, GM Jeroen Piket, GM Paul Van der Sterren, GM Loek Van Wely, GM John Van der Wiel, GM Guennadi Sossonko             | 2610 | 34    |
| 7                 | Estats Units         | GM Borís Gulko, GM Alexander Yermolinsky, GM Joel Benjamin, GM Yasser Seirawan, GM Alexander Shabalov, GM Sergey Kudrin           | 2598 | 34    |
| 8                 | Hongria              | GM Judit Polgár, GM Lajos Portisch, GM Aleksandr Txernín, GM Zoltán Almási, GM Zoltán Ribli, GM Péter Lékó                        | 2619 | 33,5  |
| 9                 | Ucraïna              | GM Vasil Ivantxuk,GM Volodymir Malaniuk, GM Oleh Romanyshyn, GM Alexander Onischuk, GM Yuriy Kruppa, Artur Frolov                 | 2624 | 33,5  |
| 10                | Geòrgia              | GM Zurab Azmaiparaixvili, GM Lasha Janjgava, GM Zurab Sturua, GM Guiorgui Guiorgadze, GM Guennadi Zaichik, MI Kvicha Supatashvili | 2564 | 33,5  |

### Resultats individuals

#### MillorperformanceElo
|                   | Jugador                | País      | Tauler | Punts | Partides | Elo inicial | Performance |
| ----------------- | ---------------------- | --------- | ------ | ----- | -------- | ----------- | ----------- |
| Medalla d'or      | GM Vesselín Topàlov    | Bulgària  | 1      | 8,5   | 12       | 2645        | 2781        |
| Medalla de plata  | GM Daniel Hugo Cámpora | Argentina | 1      | 7,5   | 9        | 2560        | 2776        |
| Medalla de bronze | GM Lajos Portisch      | Hongria   | 2      | 7     | 9        | 2610        | 2766        |

#### Primer tauler
|                   | Jugador                | País          | Elo   | Punts | Partides | Percentatge |
| ----------------- | ---------------------- | ------------- | ----- | ----- | -------- | ----------- |
| Medalla d'or      | GM Daniel Hugo Cámpora | Argentina     | 2560  | 7,5   | 9        | 83,3        |
| Medalla de plata  | Leonhard Müller        | Namíbia       | [ 5 ] | 8     | 10       | 80          |
| Medalla de bronze | Valery Atlas           | Liechtenstein | 2450  | 10    | 13       | 76,9        |

Mohamad Al-Modiahki (Qatar), tot i que va fer 11/14 (78,6%), no va obtenir el bronze segons les classificacions oficials.

#### Segon tauler
|                   | Jugador           | País      | Elo  | Punts | Partides | Percentatge |
| ----------------- | ----------------- | --------- | ---- | ----- | -------- | ----------- |
| Medalla d'or      | Carlos Dávila     | Nicaragua | 2280 | 11    | 14       | 78,6        |
| Medalla de plata  | GM Lajos Portisch | Hongria   | 2610 | 7     | 9        | 77,8        |
| Medalla de bronze | GM Jaan Ehlvest   | Estònia   | 2600 | 10,5  | 14       | 75          |

#### Tercer tauler
|                   | Jugador                          | País       | Elo  | Punts | Partides | Percentatge |
| ----------------- | -------------------------------- | ---------- | ---- | ----- | -------- | ----------- |
| Medalla d'or      | MI Ennio Arlandi                 | Itàlia     | 2425 | 7,5   | 9        | 83,3        |
| Medalla de plata  | MI Bernal Manuel González Acosta | Costa Rica | 2375 | 9     | 11       | 81,8        |
| Medalla de bronze | MI Peter Heine Nielsen           | Dinamarca  | 2425 | 7     | 9        | 77,8        |

#### Quart tauler
|                   | Jugador            | País         | Elo  | Punts | Partides | Percentatge |
| ----------------- | ------------------ | ------------ | ---- | ----- | -------- | ----------- |
| Medalla d'or      | GM Yasser Seirawan | Estats Units | 2585 | 8,5   | 10       | 85          |
| Medalla de plata  | MI Pablo Zarnicki  | Argentina    | 2475 | 10,5  | 13       | 80,8        |
| Medalla de bronze | GM Jón Árnason     | Islàndia     | 2525 | 7,5   | 10       | 75          |

Igor Miladinović (Iugoslàvia), tot i que va fer una puntuació de 10/13 (76,9%) no va assolir el bronze segons les classificacions oficials.

#### Cinquè tauler (primer suplent)
|                   | Jugador                | País      | Elo   | Punts | Partides | Percentatge |
| ----------------- | ---------------------- | --------- | ----- | ----- | -------- | ----------- |
| Medalla d'or      | MI Viacheslav Dydyshko | Belarús   | 2510  | 9     | 11       | 81,8        |
| Medalla de plata  | Fernie Donguines       | Filipines | 2380  | 7     | 9        | 81,8        |
| Medalla de bronze | MI Shaker Al Afoo      | Brunei    | [ 5 ] | 9,5   | 13       | 73,0        |

Leighton Williams (Gal·les) va fer 6/7 punts (85,7%) però no entrà en la classificació per les medalles.

#### Sisè tauler (segon suplent)
|                   | Jugador            | País        | Elo   | Punts | Partides | Percentatge |
| ----------------- | ------------------ | ----------- | ----- | ----- | -------- | ----------- |
| Medalla d'or      | Brian Kelly        | Irlanda     | 2175  | 5,5   | 7        | 78,6        |
| Medalla de plata  | Rashid Khouseinov  | Tadjikistan | [ 5 ] | 8     | 11       | 72,7        |
| Medalla de bronze | MI Marcin Kamiński | Polònia     | 2440  | 7     | 10       | 70          |

Espen Agdestein (Noruega), va fer 6,5/9 (72,7%), però no obtingué la medalla de bronze segons la classificació oficial.

## Torneig femení
Al torneig femení hi participaren 81 equips, representant 79 països: Rússia presentava dos equips, i n'hi participa també un de l'International Braille Chess Association. En total, hi havia 321 jugadores; el torneig es disputà per sistema suís, a 14 rondes.
La competició la guanyà Geòrgia, que se situà en primer lloc a la cinquena ronda, i romangué al capdavant de la classificació durant la resta del torneig, augmentant el seu avantatge fins a 3 punts sobre Hongria, qui després d'haver derrotat per 2,5-0,5 Moldàvia a la vuitena ronda, sempre va tenir un punt d'avantatge sobre les terceres classificades. Diversos equips es van disputar la medalla de bronze: Moldàvia, després de diversos bons resultats, es va enfonsar a causa de tres derrotes per 0'5-2'5, entre les quals, contra Rússia i contra Israel; la Xina, que s'havia mantingut constantment entre la tercera i la quarta posicions, va assolir finalment la medalla de bronze, malgrat una derrota per 2-1 a la darrera ronda contra Ucraïna.

### Resultats per equips
| Pos.              | Equip           | Jugadores                                                                                 | Elo  | Punts |
| ----------------- | --------------- | ----------------------------------------------------------------------------------------- | ---- | ----- |
| Medalla d'or      | Geòrgia         | GMF Maia Txiburdanidze, GMF Nana Ioseliani, GMF Ketevan Arakhamia-Grant, GMF Nino Gurieli | 2463 | 32    |
| Medalla de plata  | Hongria         | GMF Zsuzsa Polgár, GMF Zsófia Polgár, GMF Ildikó Mádl, GMF Tunde Csonkics                 | 2472 | 31    |
| Medalla de bronze | R.P. de la Xina | GMF Xie Jun, MIF Peng Zhaoqin, MIF Qin Kanying, Zhu Chen                                  | 2385 | 27    |
| 4                 | Romania         | GMF Cristina Foişor, MFF Elena-Luminita Radu, MFF Corina-Isabela Peptan, GMF Daniela Nuţu | 2357 | 27    |
| 5                 | Ucraïna         | GMF Irina Chelushkina, GMF Marta Litinskaya, Inna Gaponenko, Elena Sedina                 | 2340 | 25    |
| 6                 | Estònia         | MIF Monika Tsõganova, MIF Tatjana Fomina, Leili Pärnpuu, Tuulikki Laesson                 | 2255 | 24,5  |
| 7                 | Alemanya        | Ketino Kachiani-Gersinska, MFF Jordanka Micic, MIF Gisela Fischdick, Marina Olbrich       | 2352 | 24,5  |
| 8                 | Anglaterra      | GMF Susan Lalic, Harriet Hunt, GMF Jana Bellin, Natascha Regan                            | 2270 | 24.5  |
| 9                 | Israel          | Masha Klinova, MFF Anna Segal, Ludmila Tsifanskaya, Irina Yudasina                        | 2248 | 24    |
| 10                | Rússia A        | GMF Svetlana Matveeva, Ludmila Zaitseva, MIF Tatiana Shumiakina, Ekaterina Kovalévskaia   | 2382 | 24    |

### Resultats individuals

#### MillorperformanceElo
|                   | Jugadora               | País    | Tauler | Punts | Partides | Elo inicial | Performance |
| ----------------- | ---------------------- | ------- | ------ | ----- | -------- | ----------- | ----------- |
| Medalla d'or      | GMF Zsófia Polgár      | Hongria | 2      | 12,5  | 14       | 2450        | 2625        |
| Medalla de plata  | GMF Maia Txiburdanidze | Geòrgia | 1      | 8,5   | 11       | 2505        | 2612        |
| Medalla de bronze | Elena Sedina           | Ucraïna | 4      | 10,5  | 12       | 2335        | 2605        |

#### Primer tauler
|                   | Jugadora                | País                                    | Elo  | Punts | Partides | Percentatge |
| ----------------- | ----------------------- | --------------------------------------- | ---- | ----- | -------- | ----------- |
| Medalla d'or      | Lubov Zsiltsova-Lisenko | International Braille Chess Association | 2200 | 10,5  | 13       | 80,8        |
| Medalla de plata  | GMF Zsuzsa Polgár       | Hongria                                 | 2550 | 11    | 14       | 78,6        |
| Medalla de bronze | GMF Maia Txiburdanidze  | Geòrgia                                 | 2505 | 8,5   | 11       | 77,3        |

#### Segon tauler
|                   | Jugadora           | País    | Elo  | Punts | Partides | Percentatge |
| ----------------- | ------------------ | ------- | ---- | ----- | -------- | ----------- |
| Medalla d'or      | GMF Zsófia Polgár  | Hongria | 2450 | 12,5  | 14       | 89,3        |
| Medalla de plata  | GMF Nana Ioseliani | Geòrgia | 2435 | 8,5   | 11       | 77,3        |
| Medalla de bronze | GMF Barbara Hund   | Suïssa  | 2255 | 7,5   | 10       | 75          |

#### Tercer tauler
|                   | Jugadora                   | País      | Elo  | Punts | Partides | Percentatge |
| ----------------- | -------------------------- | --------- | ---- | ----- | -------- | ----------- |
| Medalla d'or      | MFF Amelia Hernández       | Veneçuela |      | 8,5   | 9        | 94,4        |
| Medalla de plata  | MFF Corina-Isabela Peptan  | Romania   | 2255 | 9,5   | 12       | 79,2        |
| Medalla de bronze | GMF Ketevan Arakhmia-Grant | Geòrgia   | 2455 | 8     | 11       | 72,7        |

#### Quart tauler (suplent)
|                   | Jugadora         | País            | Elo  | Punts | Partides | Percentatge |
| ----------------- | ---------------- | --------------- | ---- | ----- | -------- | ----------- |
| Medalla d'or      | Elena Sedina     | Ucraïna         | 2335 | 10,5  | 12       | 87,5        |
| Medalla de plata  | Zhu Chen         | R.P. de la Xina | 2265 | 9,5   | 12       | 79,2        |
| Medalla de bronze | GMF Nino Gurieli | Geòrgia         | 2390 | 7     | 9        | 77,8        |

## Participants
Varen participar en ambdós torneigs:
- International Braille Chess Association
- Albània
- Algèria
- Argentina
- Armènia
- Austràlia
- Àustria
- Azerbaidjan
- Bangladesh
- Bèlgica
- Belarús
- Bòsnia i Hercegovina
- Brasil
- Bulgària
- Canadà
- Xile
- R.P. de la Xina
- Colòmbia
- Costa Rica
- Croàcia
- Cuba
- Txèquia
- Dinamarca
- Equador
- Estònia
- Filipines
- Finlàndia
- França
- Gal·les
- Geòrgia
- Alemanya
- Grècia
- Índia
- Indonèsia
- Anglaterra
- Iran
- Irlanda
- Illes Verges Americanes
- Israel
- Itàlia
- Iugoslàvia
- Kazakhstan
- Kirguizstan
- Letònia
- Lituània
- Malàisia
- Moldàvia
- Mèxic
- Mongòlia
- Macedònia del Nord
- Nigèria
- Noruega
- Nova Zelanda
- Països Baixos
- Polònia
- Portugal
- Puerto Rico
- República Dominicana
- Romania
- Rússia
- Escòcia
- Seychelles
- Singapur
- Eslovàquia
- Eslovènia
- Espanya
- Estats Units
- Suïssa
- Turquia
- Turkmenistan
- Ucraïna
- Hongria
- Uzbekistan
- Veneçuela
- Vietnam
- Zimbàbue

Participaren només al torneig open:
- Antilles Neerlandeses
- Andorra
- Angola
- Barbados
- Bermudes
- Botswana
- Brunei
- Xipre
- Egipte
- El Salvador
- Emirats Àrabs Units
- Fiji
- Guernsey-Jersey[10]
- Guatemala
- Haití
- Hong Kong
- Hondures
- Iraq
- Islàndia
- Illes Fèroe
- Illes Verges Britàniques
- Jordània
- Japó
- Líban
- Liechtenstein
- Luxemburg
- Macau
- Marroc
- Malta
- Mònaco
- Maurici
- Namíbia
- Nicaragua
- Panamà
- Paraguai
- Perú
- Palestina
- Qatar
- San Marino
- Sudan
- Sud-àfrica
- Tailàndia
- Tadjikistan
- Tunísia
- Uruguai
- Iemen
- Zàmbia